# Communauté rurale de Réfane
Réfane est une communauté rurale du Sénégal située au centre-ouest du Sénégal 

## Description
Elle fait partie de l'arrondissement de Lambaye, du département de Diourbel et de la région de Diourbel.
Son chef-lieu est Réfane.
La commune de Réfane  est limitée :
- À l’est par la commune de  Lambaye
- À l’ouest par la commune de Touba Toul(région de Thiés)
- Au nord par celle  Baba Garage
- Au sud-ouest, et sud-est par les communes de Ngongom et Ndiayene Sirah
Elle couvre une superficie de 109 km2 (PLD 2004) et concentre une population de plus de 40.000 habitants (ANSD) (